# Svenska kvinnoföreningen för fosterlandets försvar
Svenska kvinnoföreningen för fosterlandets försvar, alternativt Svenska Quinnoföreningen för fosterlandets försvar, grundades i Stockholm den 9 april 1884. Föreningens grundare ville verka för fosterlandskärlek och försvarsvilja, och samlade in pengar till olika försvarsändamål.
Föreningens första insats ägnades åt att insamla pengar till köp av anslutande mark omkring Karlsborgs fästning. Ungdomar i frivilliga skytteföreningar sponsrades med vapen och ammunition. Den understödde även landstormens övningar. 
Föreningen höll föredrag, delade ut fosterländsk och försvarsvänlig litteratur och arrangerade lotterier, basarer, försvarsfester och liknande evenemang. 
Det grundades av en grupp kvinnor bestående av bland andra Lotten von Plomgren, som var dess ordförande 1884–1914, och Augusta Wästfelt, som var dess sekreterare 1884–1920.
Föreningen lades ned 1970 och för dess medel instiftades en fond som förvaltas av Svenska lottakåren.